# 蓝头鹊属
蓝头鹊属（学名：Cyanolyca），是鸦科的一属。属下共有9种鸟类。
属下物种有：
- 黑领蓝头鹊
- 青绿蓝头鹊
- 白领蓝头鹊
- 青蓝头鹊
- 丽蓝头鹊
- 黑喉蓝头鹊
- 小蓝头鹊
- 白喉蓝头鹊
- 银喉蓝头鹊